# Acacia georginae
Acacia georginae — вид квіткових рослин з родини бобових. Ареал: Австралія (Північна територія, Квінсленд, Південна Австралія).

## Середовище
Цей вид зустрічається в різних середовищах існування, але зазвичай зустрічається в глинах і суглинках, часто панівних у низьких лісах і низьких відкритих лісах, але також зустрічається на гравійних пагорбах і підйомах, що складаються з основних скель, алювіальних рівнинах і затопленнях, а також піщаних рівнинах, латеритних рівнинах, рівнинах з важким ґрунтом, де переважає Мітчелл Грасс, і в дюнних берегах. Це дуже посухостійкий, але не пожежостійкий вид..

## Біоморфологічна характеристика
Це повільноростле невелике дерево або кущ (до 6 метрів), який часто вузлуватий (шорсткий і скручений) зі стійкою потрісканою корою та неприємно пахучими квітками. Рослина з сіро або біло волохатими гілочками. Сіро-зелені волохаті філодії мають вузькоеліптичну форму, прямі або злегка загнуті, завдовжки від 4 до 11 см і вшир від 4 до 16 мм. Цвіте з травня по серпень і утворює стручки з вересня по грудень.

## Використання
Його використання включає деревину та паливо. Насамперед стручки можуть бути надзвичайно отруйними, оскільки містять фторацетат. Вівці та велика рогата худоба іноді отруюються після випасу на стручках.